# Sinusoidă

Funcţia sinus pentru A = ω = 1 şi φ = 0.

În matematică sinusoida este curba care reprezintă grafic valorile funcției sinus, și are caracter repetitiv. Are aplicații atât în trigonometrie, cât și în descrierea fenomenelor periodice (ondulatorii) din natură și economie.

## Caracteristici
Sinusoida poate fi descrisă utilizându-se următoarele expresii matematice:

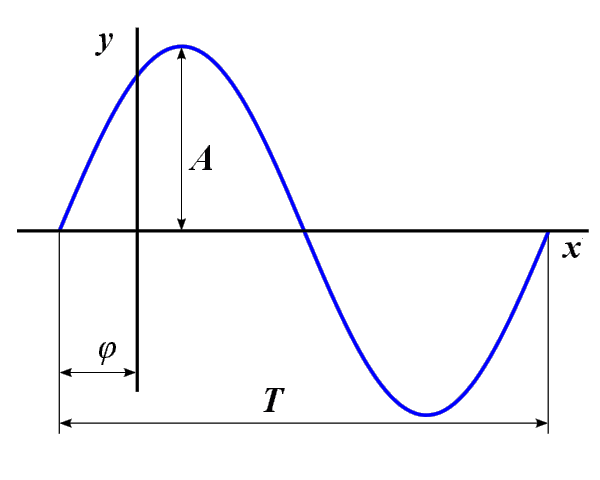
Figura 1: Parametrii caracteristici unei forme sinusoidale.

{\displaystyle y(x)=A\ {\rm {sin}}\left(x+\varphi \right)}
{\displaystyle y(x)=A\ {\rm {sin}}\left(\omega x+\varphi \right)}
{\displaystyle y(x)=A\ {\rm {sin}}\left({\frac {2\pi }{T}}x+\varphi \right)}
unde:
- A este amplitudinea oscilației
- ω este viteza unghiulară; {\displaystyle \omega =2\pi f}.
- T este perioada de oscilație {\displaystyle T={1}/{f}}.
- f este frecvența de oscilație
- ωx + φ este faza de oscilație
- φ este faza inițială